# The Menace to Carlotta
The Menace to Carlotta è un cortometraggio muto del 1914 diretto da Allan Dwan.

## Produzione
Il film fu prodotto dalla Rex Motion Picture Company. È conosciuto anche con i titoli Carlotta, the Bead Stringer o The Menace of Carlotta.

## Distribuzione
Distribuito dall'Universal Film Manufacturing Company, il film - un cortometraggio in due bobine - uscì nelle sale cinematografiche USA il 22 marzo 1914.
Non si conoscono copie ancora esistenti della pellicola che viene considerata presumibilmente perduta.